# ステイシー・シフ
ステイシー・シフ（Stacy Schiff、1961年10月26日 - ）は、ピューリッツァー賞を受賞したアメリカ合衆国のノンフィクション作家、『ニューヨーク・タイムズ』のゲストコラムニスト。

## 経歴
1961年、マサチューセッツ州バークシャー郡アダムスに生まれる。ボーディングスクールのフィリップス・アカデミーの卒業生で、1982年にはウィリアムズ大学で博士号を取得。1990年まで大手出版社サイモン&シュスター (S&S)にてシニアエディタを務める。彼女のエッセイは、ザ・ニューヨーカー、ニューヨーク・タイムズ、タイムズ文芸付録などに掲載された。『ニューヨーク・タイムズ・ブックレビュー』には度々寄稿していた。
グッゲンハイム財団、全米人文科学基金、ニューヨーク公共図書館研究者・作家センターの特別研究員も務める。
1995年、サン＝テグジュペリの伝記『サン＝テグジュペリの生涯』（原題：Saint-Exupéry: A Biography ）がピューリッツァー賞 伝記部門の最終候補になる。2000年、ウラジーミル・ナボコフの妻ヴェラの生涯を描いた"Vera, Mrs. Vladimir Nabokov" で同賞を受賞する。
2006年、ベンジャミン・フランクリンを描いた"A Great Improvisation: Franklin, France, and the Birth of America" でジョージ・ワシントン図書賞とアンバサダー図書賞を受賞。また、フランスでもGilbert Chinard Prizeという賞を受賞。尚、イングランドでは"Dr. Franklin Goes to France" というタイトルで出版されている。
2010年11月に出版された、クレオパトラの生涯を描いた『クレオパトラ』（原題：Cleopatra: A Life ）は、ニューヨーク・タイムズのベストセラーリストで3位にランクインし、非常に多くのレビューが書かれた。ウォールストリート・ジャーナルやザ・ニューヨーカーなどで批評家がこぞって賞賛し、数々の新聞や雑誌のランキングでトップを独占、PEN / ジャクリーン・ボグラド・ウェルド賞（評伝部門）を受賞。
現在はニューヨークやカナダのアルバータ州エドモントンに住んでいる。

## 著書
| 邦題                                 | 原題                                                              | 刊行年 | 刊行年月   | 出版社   | 訳者                              | ISBN                   |
| ------------------------------------ | ----------------------------------------------------------------- | ------ | ---------- | -------- | --------------------------------- | ---------------------- |
| サン＝テグジュペリの生涯             | Saint-Exupéry: A Biography                                        | 1994年 | 1997年4月  | 新潮社   | 檜垣嗣子                          | ISBN 978-4-10-535001-7 |
| ヴェラ（ウラジーミル・ナボコフ夫人） | Vera (Mrs. Vladimir Nabokov)                                      | 1999年 |            |          |                                   | ISBN 0-330-37674-8     |
| フランスでのフランクリン             | A Great Improvisation: Franklin, France, and the Birth of America | 2005年 |            |          |                                   | ISBN 0-8050-6633-0     |
| クレオパトラ                         | Cleopatra: A Life                                                 | 2010年 | 2011年12月 | 早川書房 | 近藤二郎（監修） 仁木めぐみ（訳） | ISBN 978-4-15-209264-9 |